# 烈士纪念日
烈士纪念日，是中华人民共和国为烈士而设立的纪念日，每年9月30日，為國慶節的前一天。

## 简介
2014年8月31日，第十二届全国人大常委会第十次会议通过《全國人民代表大會常務委員會關于設立烈士紀念日的決定》，规定每年9月30日，即人民英雄纪念碑奠基日为烈士纪念日，并且规定每年9月30日国家举行纪念烈士活动。该决定如下：

全國人民代表大會常務委員會關于設立烈士紀念日的決定
（2014年8月31日第十二屆全國人民代表大會常務委員會第十次會議通過）
近代以來，為了爭取民族獨立和人民自由幸福，為了國家繁榮富強，無數的英雄獻出了生命，烈士的功勳彪炳史冊，烈士的精神永垂不朽。為了弘揚烈士精神，緬懷烈士功績，培養公民的愛國主義、集體主義精神和社會主義道德風尚，培育和踐行社會主義核心價值觀，增強中華民族的凝聚力，激發實現中華民族偉大復興中國夢的強大精神力量，第十二屆全國人民代表大會常務委員會第十次會議決定：
將9月30日設立為烈士紀念日。每年9月30日國家舉行紀念烈士活動。

随后，中共中央办公厅、国务院办公厅、中央军委办公厅下发《关于做好烈士纪念日纪念活动的通知》。其中规定，各地区各部门各单位要精心组织安排各项纪念活动，一要举行公祭烈士活动，二要向烈士墓敬献鲜花，三要开展网上纪念烈士活动，四要关怀慰问烈士遗属，“建立健全党委统一领导、政府行政主导、部门主动配合、社会广泛参与的工作机制。”
中国革命战争、社会主义建设、改革开放各个历史时期，烈士们为民族独立、人民解放、国家富强、人民幸福而英勇牺牲。根据不完全统计，自革命战争时期以来，大约有2000万名烈士。因受战争时期条件限制，很多烈士未留下姓名。到2014年，中国有名可考并且收入各级《烈士英名录》的烈士仅193万多人。

## 2014年以前的敬献花篮仪式
在烈士纪念日设立前，首都各界向人民英雄纪念碑敬献花篮仪式曾于2008年、2010年-2013年逢10月1日当天举行。
此外，1995年9月3日和2005年9月3日也曾举行首都各界向人民英雄纪念碑敬献花篮仪式，以纪念第二次世界大战对日战争胜利纪念日，这两次仪式均为时任中共中央政治局常委全员出席。